# Francesco Gnecchi
Francesco Gnecchi Ruscone (Milano, 8 settembre 1847 – Roma, 15 giugno 1919) è stato un pittore e numismatico italiano.
La sua opera più nota è Medaglioni romani, pubblicata in tre volumi nel 1912.

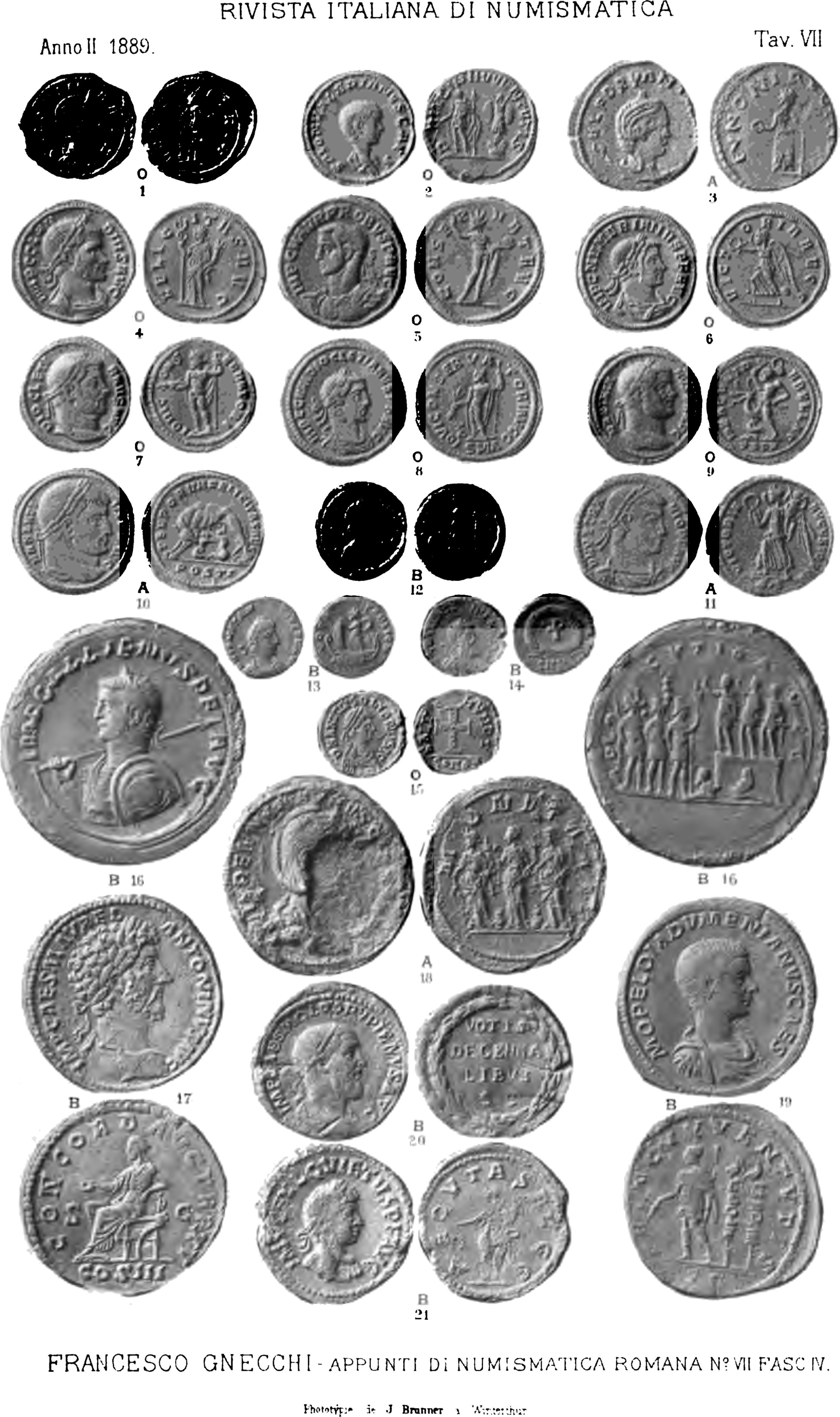
Un contributo sulla Rivista italiana di numismatica del 1889

## Biografia

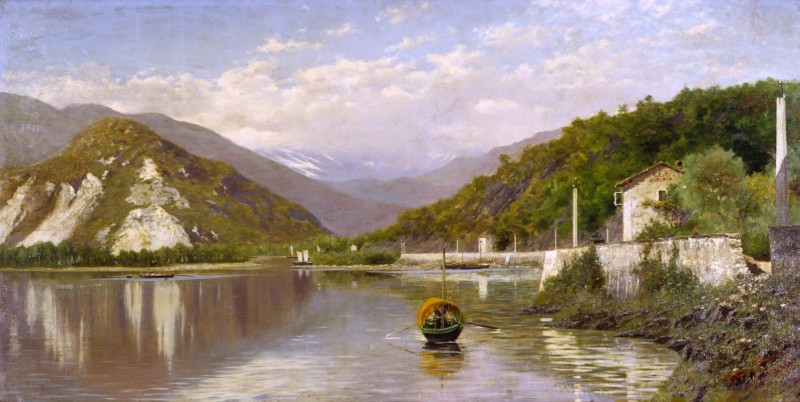
Riviera (Lago Maggiore) o Il Sempione dal Lago Maggiore, 1884 (Fondazione Cariplo)

Proveniente da una facoltosa famiglia di imprenditori della seta, è avviato agli studi di Giurisprudenza presso l'Università degli Studi di Pavia. Nel 1866 si arruola come volontario nella guerra contro l'Austria. Esercita la pittura in contemporanea all'attività di famiglia fino al 1878 e, in seguito, ricopre il ruolo di consigliere di amministrazione di importanti società lombarde. Iniziato agli studi artistici da Mosè Bianchi e Achille Formis, si dedica prevalentemente al paesaggio ricavando suggestioni dalle coeve ricerche del naturalismo lombardo. La sua ricca produzione di paesaggi – perlopiù tratti sul Lago Maggiore, sulla Riviera ligure, in Engadina – rivela un artista colto e aggiornato. Anche la costante presenza alle maggiori rassegne espositive milanesi e nazionali, dal 1881 fino al 1891, concorre a definire un'immagine professionistica della sua attività. L'amicizia con Luigi Scrosati favorisce il suo interesse per la pittura di fiori.
Dal 1870 si dedica assiduamente al collezionismo di monete romane, pubblicando in collaborazione con il fratello Ercole alcuni opuscoli dedicati alla classificazione della sua raccolta. D'accordo con il fratello decise di occuparsi di monete romane, mentre quello si occupava di monete medievali italiane.
Fondò, assieme al fratello ed altri appassionati, la Rivista italiana di numismatica, diretta inizialmente da Solone Ambrosoli e in seguito da lui e dal fratello Ercole. Nel 1892 partecipa alla fondazione della Società numismatica italiana assieme a vari studiosi di numismatica italiani tra cui Solone Ambrosoli, il fratello Ettore Gnecchi, il conte Niccolò Papadopoli, Antonino Salinas, Giulio Sambon, Costantino Luppi.
Nel 1906 gli fu conferita la medaglia della Royal Numismatic Society di Londra.
Alla sua morte, nel 1919, la collezione numismatica contava circa 20.000 pezzi e nel 1923 fu acquisita dallo Stato per il Museo Nazionale Romano nella sede di palazzo Massimo alle Terme.

## Opere
- (con Ercole Gnecchi) Le monete di Milano da Carlo Magno a Vittorio Emanuele II, 1884
- Guida numismatica universale, Hoepli, 1886
- Saggio di bibliografia numismatica delle zecche italiane medioevali e moderne, 1889
- Monete romane, 1896 (ed. inglese: Roman Coins, 1903)
- Medaglioni romani, Hoepli, 1912